# 展毛野牡丹
展毛野牡丹（学名：Melastoma normale）是野牡丹科野牡丹属的植物。分布在尼泊尔、菲律宾、印度、台湾岛、缅甸以及中国大陆的四川、西藏、福建等地，生长于海拔150米至2,800米的地区，多生于开朗山坡灌草丛中以及疏林下，目前尚未由人工引种栽培。

## 别名
老虎杆、喳吧叶、张口叭、灌灌黄（四川），黑口莲（广西），肖野牡丹（广州植物志），猪姑稔、鸡头肉（海南），麻叶花、洋松子、炸腰花、毡帽泡花（云南），暴牙郎（云南、广西）